# أنجيوتنسين
الأنجيوتنسين (بالإنجليزية: Angiotensin)‏ هو هرمون ببتيدي الذي يسبب تضيق الأوعية، وزيادة لاحقة في ضغط الدم. وهو جزء من نظام الرينين-أنجيوتنسين-ألدوستيرون، والذي هو الهدف الرئيسي للأدوية التي تقوم بخفض ضغط الدم. الأنجيوتنسين يحفز أيضا إفراز الألدوستيرون، وهو هرمون آخر، يفرز من قشرة الغدة الكظرية. الألدوستيرون يعزز استبقاء الصوديوم في نفرون البعيدة، في الكلى، وهو ما يرفع أيضاً ضغط الدم.

## الوظيفة
يؤدي إلى إنتاج هرمون الألدوستيرون ويؤدي أيضاً إلى تقلص الأوعية الدموية الذي يعمل على رفع ضغط الدم وامتصاص الاملاح

### مبدأ عمله
انجيوتنسين II يفرز عند هبوط في ضغط الدم، أي زيادة في مستوى الماء في الدم وانخفاض مستوى الاملاح ومنها الصوديوم ليعمل على امتصاص الاملاح نحو الاوعيه الدموية ليؤدي إلى رفع ضغط الدم ويعمل أيضاً على انقباض الاوعيه الدموية وبالأخص الشريان الصاعد والهابط الموجود في الكلية.

## أنواعه

### مولد الأنجيوتنسين
يُنتج الانجيوتنسين في الكبد بمسمى انجيوتنسينوجين وبوجود انزيم في الدم يُدعى رنين (renine) المنُتج عبر الكلية ليتم تحويل الانجيوتنسينوجين إلى انزيم انجيوتنسين I وبوجود انزيمات التحويل يتحول انزيم انجيوتنسين I إلى انجيوتنسين II

### أنجيوتنسين I
بروتين مكون من عشرة أحماض أمينية، وهو ذا فاعلية محدودة (أي لا يبقى لوقت طويل) حيث سرعان ما يتحول إلى أنجيوتنسين II , ناتج عن عملية تحول انزيم الانجيوتنسينوجين وانزيم الرنين، يعمل انزيم الرنين على ازالة الروابط بين الحمضين الامينيين فالين (Val) و ليوسين (Leu) الموجودة في انزيم الانجيوتنسينوجين، لا يوجد أي تأثير بيولوجي لأنزيم الانجيوتنسين I ويظهر فقط ليتحول إلى انجيوتنسين II

### أنجيوتنسين II
الأنجيوتنسين II هو مضيق قوي للغاية للأوعية الدموية، يؤثر أيضاً على وظيفة في الدورة الدموية في نواح أخرى أيضا. ورغم ذلك فإن الأنجيوتنسين II لا يبقى لفترة طويلة في بلازما الدم، حيث يبقى نشيطاً لمدة دقيقة أو اثنتين، وذلك لأنه يعطل عمله بسرعة من قبل العديد من الأنزيمات الموجودة في الدم والأنسجة، والتي تسمى مجتمعة: (بالإنجليزية: angiotensinase)‏ أنجيوتنسيناز.